# 文化全球化
文化全球化是指思想、意義和價值在世界範圍內的傳播，以擴大和加強社會關係。 這一過程的特點是對通過互聯網、流行文化媒體和國際旅行傳播的文化進行共同消費。這增加了商品交換和殖民化的過程在全球範圍內具有悠久的文化意義的歷史。文化的傳播使個人能夠參與跨越國家和地區邊界的廣泛社會關係。這種社會關係的建立和擴展不僅僅是在物質層面上觀察到的。文化全球化涉及共享規範和知識的形成，人們將其與個人和集體文化身份認同聯繫起來。它使不同人群和文化之間的相互聯繫日益緊密。 文化全球化的概念出現於1980年代後期，但在整個 1990 年代和 2000 年代初期被西方學術界廣泛傳播。對於一些研究人員來說，文化全球化的想法是對 1970 年代和 1980 年代文化帝國主義批評者的主張的回應。